# Kefermarkt
Kefermarkt je městys (tržní obec) v Horním Rakousku v okrese Freistadt v Mühlviertelu s 2176 obyvateli (k 1. lednu 2022).

## Části obce
Obec má těchto 12 částí (počet obyvatel v závorce k 1. lednu 2022):
- Albingdorf (124)
- Dörfl (282) včetně Neudörfl
- Freidorf (30)
- Galgenau (89)
- Harterleiten (96)
- Kefermarkt (880)
- Lest (307) včetě Lest-Süd
- Miesenberg (79) včetně Gschwandl
- Pernau (79)
- Wagrein (18)
- Weinberg (62)
- Wittinghof (130)

Obec se skládá z katastrálních obcí Harterleithen, Kefermarkt a Pernau. Další místa v Kefermarktu jsou Oberer Markt, Unterer Markt a Kirchenfeld.

## Historie
Ve 12. století patřila oblast a panství Weinberg k panství Freistadt. Později byl odtržen od Freistadtu a prvními majiteli panovnického léna byli Piper von den Weinperge. Od roku 1369 vlastnil léno rod Zelkingů. Na konci 15. století Christoph von Zelking rozšířil panství, postavil kostel v Kefermarktu a 17. září 1479 povýšil vesnici na tržní obec. Před tím byl Kefermarkt označován jako Dorf am Weinperg nebo Chefferndorf.
Výstavbou Summerauer Bahn (rakouská železniční trať Linz Hbf – Pregarten – Freistadt – Summerau) získal Kefermarkt 20. prosince 1873 železniční spojení. Stanice, kterou nyní provozují Rakouské spolkové dráhy (ÖBB), je kvůli geografickým podmínkám jižně od centra obce (v údolí).

## Pamětihodnosti
- Zámek Weinberg – současná podoba zámku pochází z 16. a 17. století (pozdní renesance). V roce 1945 (na konci války) přišel o cenné vnitřní vybavení. Dnes je v zámku zemské vzdělávací středisko.
- Římskokatolický kostel sv. Wolfganga, který byl vysvěceném v roce 1476. Je zde kefermarktský křídlový oltář, jedno z hlavních gotických děl v německy mluvícím světě. Vytvořil jej v letech 1490 až 1497 řezbář, jehož jméno již není známé, tzv. Mistr kefermarktského oltáře. Dílo je s výškou přes 13 metrů jedním z největších dochovaných vyřezávaných oltářů německé pozdní gotiky. První restaurování oltáře měl v letech 1852 až 1855 na starost Adalbert Stifter (ve funkci zemského kurátora); komplexní renovací zachránil tento oltář před chátráním.

## Turismus
- Esoterická naučná stezka Pendel – na jeden kilometr dlouhé turistické stezce lze vyzkoušet proutkařské schopnosti (zjistit vodní žíly apod.).